# Tsukioka Yoshitoshi
Tsukioka Yoshitoshi (Japans: 月岡 芳年), ook wel bekend als Taiso Yoshitoshi (大蘇 芳年) (Edo, 30 april 1839 - Ryōgoku (Tokio), 9 juni 1892), was een Japans prentkunstenaar. Hij wordt beschouwd als de laatste grootmeester van de Ukiyo-e traditie van blokdrukkunst en de belangrijkste leerling van zijn meester Utagawa Kuniyoshi (1798-1861).

## Biografie

### Vroege jaren
Yoshitoshi werd geboren in Edo op 30 april 1839 onder de naam Owariya Yonejiro (米次郎). Zijn vader Owariya Kinzaburō was een rijke koopman, maar over zijn moeder is niets bekend. Kinzaburō kocht een plaats in een samoeraifamilie. Daardoor veranderde de familienaam van zijn gezin in Yoshioka (吉岡). Zo werd Yoshitoshi technisch gezien geboren als een samoerai. Aangezien zijn vader er diverse minnaressen op nahield door zijn status, is de kans groot dat Yoshitoshi zelf het kind was van een van de minnaressen van zijn vader. Na de scheiding van zijn ouders werd Yoshitoshi door een oom in huis genomen, omdat er wrijving ontstond tussen de driejarige jongen en een nieuwe minnares van zijn vader.
Er is niet veel bekend over het onderwijs dat Yoshitoshi gevolgd heeft, maar volgens de geschriften van een van zijn leerlingen, zou Yoshitoshi naar een terakoya gegaan zijn. In 1850, op de leeftijd van elf jaar, stuurde zijn oom hem naar de kunststudio van de befaamde Utagawa Kuniyoshi, een van de beste kunstenaars binnen de Ukiyo-e-traditie. Daar kreeg hij de naam Yoshitoshi van zijn meester. Hoewel hij de lieveling was van meester Kuniyoshi, werd hij niet onmiddellijk aanvaard in de academie. Zijn meester liet hem dan ook non-stop zijn werken kopiëren en gebruikte die als bron van inspiratie (?) Yoshitoshi verdiepte zich daarenboven in de Westerse cultuur, hoewel hij in de periode van de Sakoku (afsluiting van Japan) leefde. 
In 1853 werd Yoshitoshi's eerste werk gepubliceerd. Het was een drieluik over de oorlog tussen de Taira- en de Minamoto-clans in de 12de eeuw. Deze eerste prenten werden goed ontvangen. Van de volgende vijf jaar zijn er geen werken van Yoshitoshi teruggevonden, mogelijk doordat hij in die periode geen werken heeft gemaakt. Het waren barre tijden in Japan. Het beleid van de Tokugawa-clan viel in duigen. Financiële problemen in heel het land en het einde van de seclusie door de aankomst van de zwarte schepen van Commodore Perry in 1853 maakten de situatie nog erger. In 1860 keerde Yoshitoshi daarom terug met een reeks blokdrukprenten over buitenlanders, voordat dit onderwerp als ongeschikt en onpopulair werd bestempeld.
Yoshitoshi had een moeilijke jeugd en dit was duidelijk zichtbaar in zijn werk. Hij schilderde in zijn vroege carrière getourmenteerde, gewelddadige beelden die zijn pijn en onrust weerspiegelen. In 1861 stierf zijn meester Kuniyoshi; Yoshitoshi bleef verslagen achter en zijn mentale gezondheid leed eronder. Hoewel zijn opleiding nog niet voltooid was, nam hij toch vele opdrachten aan om zijn brood te verdienen. Hij produceerde onder andere 44 prenten in 1862 en nog 19 andere in 1863; de meerderheid hiervan had het Kabuki theater als thema. Yoshitoshi's vader stierf in 1863 waardoor hij mentaal brak; dit uitte zich in een rebellerende periode in zijn kunstwerken. Hij schilderde wrede moorden en bloederige scènes. Tegelijkertijd creëerde hij prenten met fictieve figuren, die tot dan toe nog nooit gezien waren. Voorbeelden hiervan zijn de printseries 'A Modern Journey to the West', 'One Hundred Ghost Stories of China and Japan' en 'Tales of the Water Margin'.
In 1868 kregen de anti-shogun legers van de radicalen de bovenhand over het keizerlijk paleis in Kyoto en werd de restauratie van de rechtmatige keizer uitgeroepen, samen met een nieuwe periode van herstel onder de naam Meiji (1868-1912). De strijdkrachten van de Shogun trokken zich terug naar Edo om de Shogun te beschermen, maar ze werden verslagen in de Slag om Ueno in de Boshin-oorlog. Yoshitoshi en zijn leerling Toshikage haastten zich naar het slagveld om het vast te leggen in de bloederige printserie 'One Hundred Warriors'. De serie werd een groot succes bij het volk. Toen de Meiji restauratie zich aan het voltrekken was, kreeg Yoshitoshi aandacht van de media; hij werd vierde op de ranglijst van bekende blokdrukkunstenaars.

### Tussenjaren
Ondanks het succes van de Meiji-restauratie was de Japanse samenleving en ook Yoshitoshi ontredderd. Hij verwaarloosde de printserie 'One Hundred Warriors', maar 61 printen werden toch nog uitgegeven. Vanaf 1869 tot eind 1871 publiceerde Yoshitoshi bitter weinig. Ook zijn kunststudio was niet meer rendabel; er werden bijna geen nieuwe opdrachten aangevraagd. De strijd van Ueno betekende het einde van de Tokugawa clan en tevens van Yoshitoshi's mentale stabiliteit. Yoshitoshi zag waanbeelden van geesten en was tijdelijk werkloos. Hij keerde terug met een kleine printserie over serveersters en twee verschillende drieluiken over verwerpelijke onderwerpen. Daarna kwam er een jaar stilte.
Yoshitoshi viel in een diepe depressie. Hij werkte niet, noch was hij creatief bezig. Hij leefde in armoede samen met zijn minnaressen. Deze probeerden hem financieel te helpen door zichzelf en hun bezittingen te verkopen aan bordelen. Hij kreeg hulp van iedereen om hem heen. Hij hoefde geen huur meer te betalen en de dokter bood aan hem gratis te behandelen. Yoshitoshi begon weer te schilderen op aanbeveling van zijn dokter. Hij creëerde de prentserie 'Essays by Yoshitoshi'. Door de vreemde, ongewone onderwerpen werd de printserie niet goed onthaald. Zijn depressie keerde terug en zette hem weer zes maanden buiten spel.
In 1874 schilderde Yoshitoshi de printserie 'Biographies of Valiant Drunken Tigers', gelijkaardig aan 'One Hundred Warriors. Het onderwerp was hetzelfde, soldaten van de shogun legers werden verslagen getekend, maar in een minder donkere en sombere setting en met meer aandacht voor lichamelijke acties en details. Yoshitoshi lijkt eindelijk de donkere herinneringen achter zich gelaten te hebben, ook al had hij het nog altijd moeite om geld te verdienen.

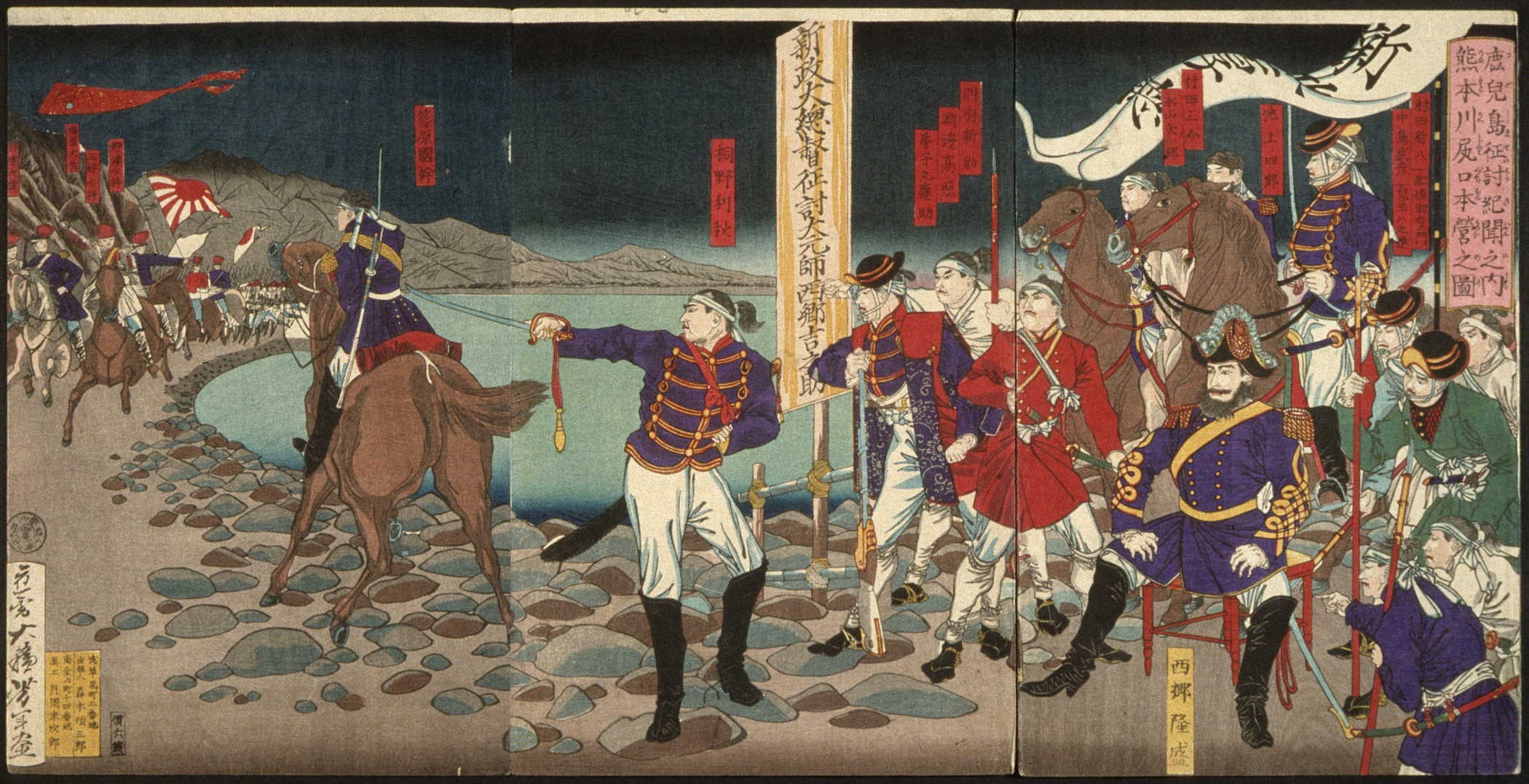
Yoshitoshi's blokdrukprent van de Satsuma Rebellie, 1877

Politieke gebeurtenissen betekenden onverwacht een groot voordeel voor hem. De Satsuma Rebellie ontvouwde zich in 1877. Op dat moment zochten mensen naar woodblock artiesten om de opwindende ontwikkelingen vast te leggen op papier om zo het volk te informeren en te entertainen. Yoshitoshi werd de meest gevraagde kunstenaar van het moment. Op een gegeven ogenblik creëerde hij drieluiken voor negen verschillende uitgevers tegelijkertijd. Als resultaat van deze bestellingen vermeed hij verdere armoede en kon hij zijn minnares Okoto terugbetalen. Eind 1877 was Yoshitoshi in staat om een klein comfortabel huisje te kopen in centraal Tokyo, waar hij onmiddellijk introk met zijn nieuwe minnares Oraku, een geisha. Vanaf dat moment begon een nieuwe fase in zijn leven. Hij begint zich te interesseren in het schilderen van bijin-ga. Hij maakt zijn eerste werk over mooie vrouwen, de printserie 'Collection of Desires'.
Yoshitoshi bewees nog maar eens dat hij niet in staat was om een langdurige en achtenswaardige relatie te onderhouden met vrouwen. Oraku verkocht eveneens haar bezittingen en lichaam aan een bordeel als steun voor hem, om vervolgens door Yoshitoshi aan de deur te worden gezet. De mensen rondom Yoshitoshi gaven daarom ook openlijk kritiek. Daarbovenop waren er rond de printseries over bijin-ga ook veel bedenkingen door de vulgariteit ervan. Toch was er geen verandering in het succes van Yoshitoshi. Naast de bijin-ga prenten volgde Yoshitoshi zijn echte passie: het schilderen van historische gebeurtenissen. De prenten van de glorieuze dagen van Japan gaven hoop en trots in een tijd van onzekerheid. Gezien het succes van deze stijl begonnen andere artiesten met het kopiëren ervan.
Na de breuk met zijn minnares Oraku in 1880 verhuisde Yoshitoshi naar een groter huis in Nezu. Daar ontmoette hij de ex-geisha Sakamaki Taiko, met wie hij in 1884 trouwde en hij adopteerde haar kinderen. Yoshitoshi was zoals altijd niet trouw aan zijn echtgenote, maar Taiko tolereerde het. Ze had een goede invloed op hem; hij kreeg meer opdrachten toen hij in 1882 gerekruteerd werd door de krant 'Ein Jiyū Shinbun'. Hij schilderde slordig voor de krant met weinig inspanning, maar het bracht wel veel geld op. Door het grote aantal kinderen in het huis in Nezu verhuisden ze naar het Asakusa gebied in 1885.

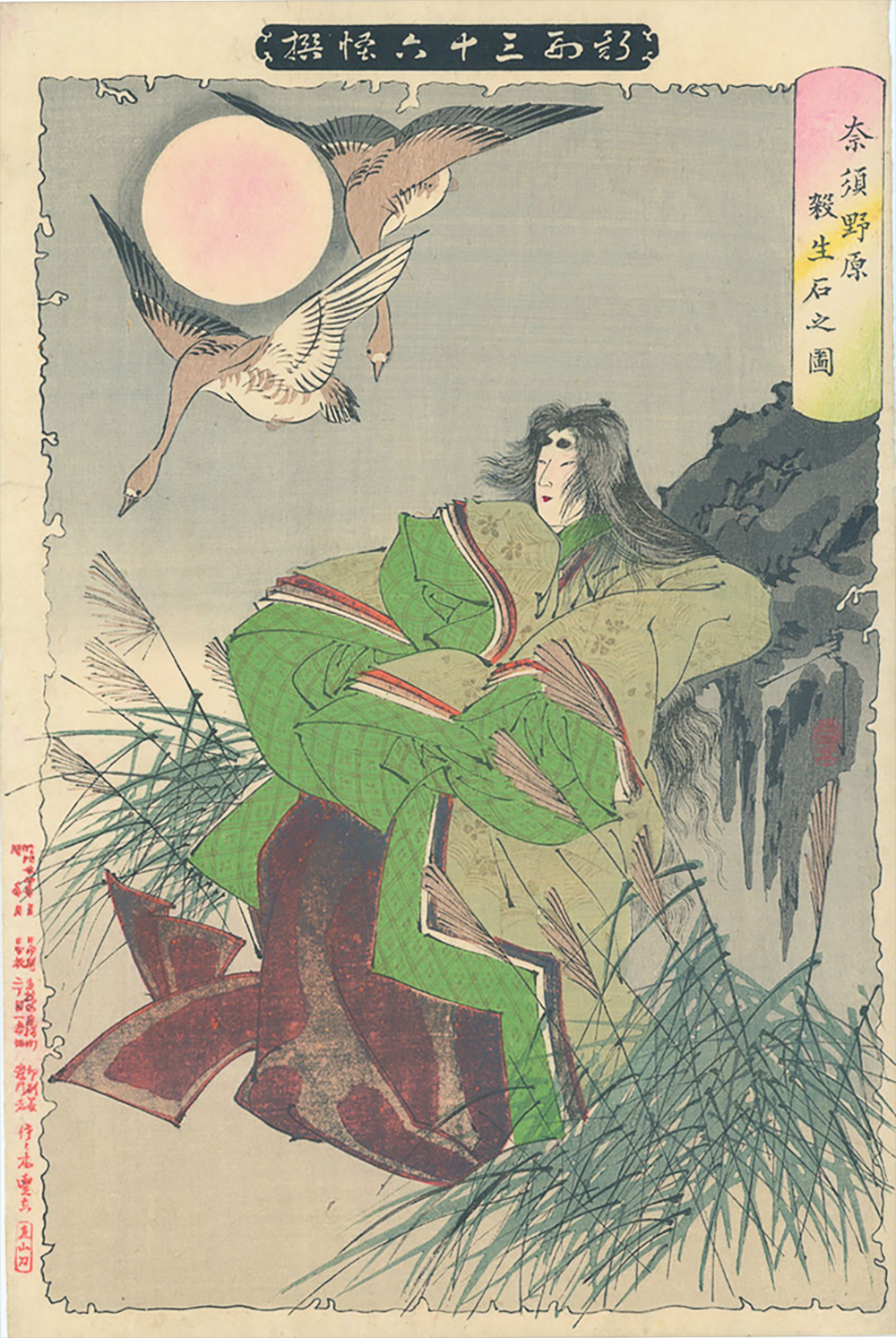
Tamamo-no-Mae, de kwaadaardige kitsune van de Japanse legende. Uit 'New Forms of Thirty-Six Ghosts'van Yoshitoshi. (1889-1892)

Ondanks het succes van een grote tentoonstelling van nationale artiesten waaraan hij deelnam, keerden de donkere gedachten van Yoshitoshi terug. Zijn meester Utagawa Kuniyoshi ging voor zijn dood naar een toneelstuk over een heks die voorbijgangers martelde en vermoordde op wrede manieren. Hij werd geobsedeerd door dit onderwerp van 'The Hag of Adachigahara' tijdens een heropleving van zijn rouw. In 1885 begon Yoshitoshi aan zijn bekendste werk: 'One Hundred Aspects of The Moon'; een afbeelding van de heks is ook in deze reeks verwerkt. De serie was meteen een groot succes; de edities waren onmiddellijk uitverkocht. Daarnaast schilderde hij zijn beste werk van bijin-ga in 1888, nadat hij voor een laatste keer verhuisde van Asakusa naar een huis in Nihonbashi. Hij toonde hierin meer respect tegenover de vrouwen na de kritiek van jaren geleden.

### Laatste jaren
In 1889 begon Yoshitoshi te werken aan een van zijn laatste werken, de printserie 'New Forms of Thirty-Six Ghosts' en ook verschillende andere drieluikstukken. Het was een gelijkaardige printserie over wezens uit Japanse legendes en mythes zoals 'One Hundred Aspects of the Moon', maar dan op een kleinere schaal. In deze fase van zijn leven heeft Yoshitoshi de emoties en de gedachtegangen van mensen leren waarderen. Dit is zichtbaar in de werken die zich eerder focussen op de mensen die er betrokken bij zijn dan op de geesten of yokai. De geesten zelf zijn ook belangrijk; ze kunnen geïnterpreteerd worden als de kwalen van Yoshitoshi zelf. In zijn laatste jaren kwamen zijn mentale problemen weer boven water samen met fysieke complicaties. Verschillende studenten van Yoshitoshi hebben hun meester moeten helpen bij het maken van 'New Forms of Thirty-Six Ghosts' omdat zijn zicht sterk was achteruit gegaan. Vanwege hallucinaties werd Yoshitoshi uiteindelijk opgenomen in een instelling, waar hij enkele maanden doorbracht. Zelfs in de instelling werkte hij non-stop aan nieuwe werken met zijn laatste levenskracht. Toen Yoshitoshi ontslagen werd uit het ziekenhuis in mei 1892 keerde hij niet rechtstreeks naar zijn huis in Nihonbashi, maar huurde hij een bed in Honjo. Drie weken later stierf hij daar aan een hersenbloeding op 9 juni 1892. Zijn eerste en beste pupil Toshikage schilderde een herdenkingsportret ter ere van Yoshitoshi's overlijden en liet de 'Yamato Shinbun' krant dit publiceren. Zijn dood veroorzaakte een schok in Japan.

## Evolutie in zijn werken

### Gewelddadige prenten

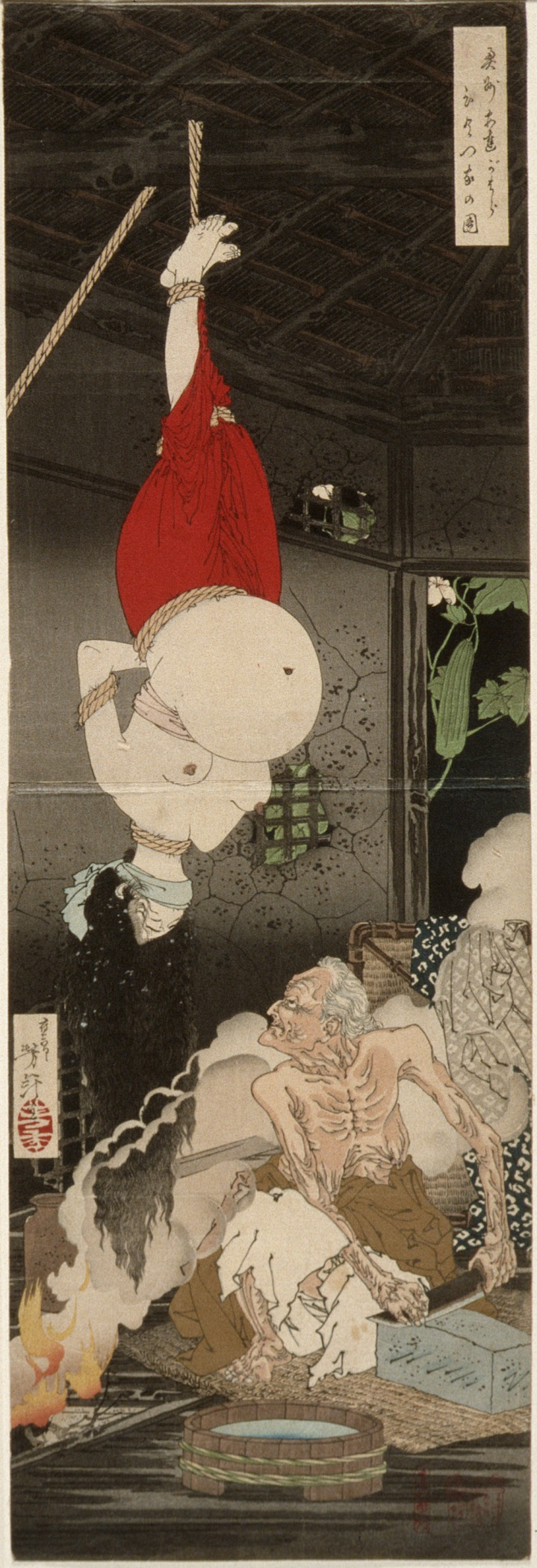
‘The Lonely House on Adachi Moor’, 1885

Tussen 1866 en 1868 schilderde Yoshitoshi een aantal verontrustende ontwerpen, ook wel beter bekend als 'The Bloody Prints'. De meest sadistische tekeningen zijn te vinden in de printserie 'Twenty-Eight Famous Murders With Verses'. Elke tekening illustreert een gedetailleerde wrede moord, meestal onthoofdingen of steekwonden van vrouwen. Later evolueerden deze ontwerpen naar oorlogsprenten in de bloederige stijl van Kuniyoshi. De prenten weerspiegelden de labiele mentale staat van Yoshitoshi. De meeste zijn geschilderd op een donkere en sombere achtergrond. Het geweld van deze prenten uit zijn vroege jaren kan direct worden afgewogen tegen de wetteloosheid en het geweld dat Japan deed beven. Japan stond in rep en roer door het afbrokkelen van het feodale systeem van de Tokugawa-clan en tegelijk ook de ongewenste komst van de buitenlanders in 1853 met Commodore Perry. De serie zelf was wel een groot succes.
In mei 1868 werd het Shogun leger van de Tokugawa geliquideerd in de Slag om Ueno. Yoshitoshi en zijn pupil Toshikage haastten zich naar het slagveld om het zo werkelijkheidsgetrouw mogelijk na te schilderen. Deze slag was het bewijs van het einde van de oude orde en galmde verder in Yoshitoshi’s printserie ‘One Hundred Warriors’. Hij illustreerde in deze serie portretten van wanhopige soldaten in een bloedbad. De militairen werden als historische figuren afgebeeld in een semiwesterse stijl vanuit ongebruikelijke hoeken. Deze serie van 65 gepubliceerde prenten werd ook erg succesvol.
Deze ontwerpen verkochten relatief goed in zijn tijd; de mensen hadden behoefte aan zo'n verlichting in de gewelddadige overgang naar de Meiji periode. Yoshitoshi was op dat vlak een product van zijn tijd. De horror en wreedheid van de tweede helft van de 19de eeuw weerspiegelde zich in de Kabuki toneelstukken, literaire fictie, blokdrukken enzovoorts. Hoewel Yoshitoshi zelf leed onder het schilderen van dit soort prenten door zijn krachtige visuele verbeelding, bleef hij onverstoorbaar het onderwerp verder uitwerken. Zijn mentale stabiliteit schoof hij aan de kant om aan de vraag van het publiek te kunnen voldoen. Hij bleef voor een lange tijd zijn typische bloederige schilderijen maken om het volk te plezieren, ook al was hij eerder geïnteresseerd geworden in de emoties, die gepaard gingen met de moorden en oorlog op zijn doek. Hier kwam zijn meest gruwelijke werk uit voort, 'The Hag of Adachigahara’. Hoewel Yoshitoshi op deze manier naam maakte en vele andere kunstenaars zoals Tanizaki Junichirō en Masami Teraoka inspireerde, vertegenwoordigen de bloederige prenten slechts een klein deel van zijn werk. Ze werden vaak overgewaardeerd door critici en deze slaagden er niet in er de subtiliteit, het inzicht en de integriteit van het grootste deel van het werk in te zien.

### Relatie tot vrouwen

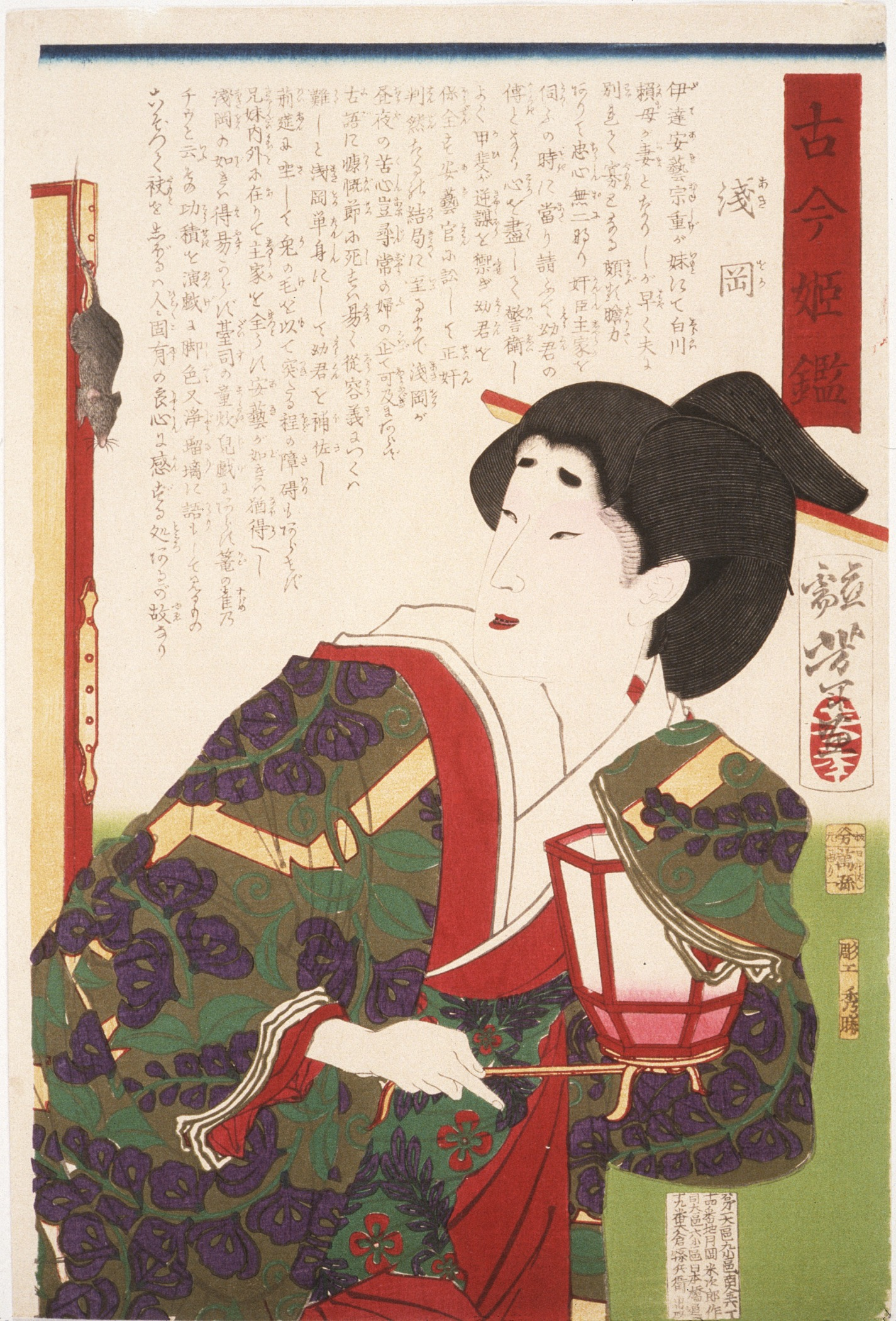
'Asaoka Watching a Mouse on a Screen' van ‘Mirror of Beauties Past and Present’, 1876

Naast zijn bloederige tekeningen, stond Yoshitoshi ook bekend bij zijn tijdgenoten als een tekenaar van bijin-ga, tekeningen van mooie vrouwen. In vorige generaties ging dit thema over genoegens en prostitutie, waarbij vooral het Yoshiwara district van het voormalige Edo werd afgebeeld. Yoshitoshi had een bredere kijk op het onderwerp. Hij schilderde bekende historische vrouwen, serveersters in drukke restaurants, een wachtende dienstmeid bij de adel, enzovoorts. Zijn eerste printserie van dit specifieke genre was 'Fancy Dishes of Tokyo Restaurants' in 1871. Het woord 'dishes' verwijst naar de mooie vrouwen, die de mannen op een verleidelijke speelse manier bedienen. Al met al waren de tekeningen oppervlakkig en met een koude nuance geschilderd. Zelfs zijn minnaressen Oraku, een geisha, en Okiku, een serveerster bij het Suzukiya theehuis, konden hem niet motiveren of inspireren.
Yoshitoshi waagde een tweede poging tot het schilderen van mooie vrouwen met zijn nieuwe printserie 'Collection of Desires' in 1877. Weer volgden de prenten het leven van serveersters, inclusief Okiku en een collega van haar, waarmee hij ook een relatie had. Veel van zijn pogingen tot bijin-ga werden sterk bekritiseerd, doordat Yoshitoshi de namen van de betrokken vrouwen vernoemde op het kunstwerk en de erotische woordspelingen eraan toevoegde; zijn onderwerpen waren ook niet altijd even koosjer. Nog altijd kon Yoshitoshi zijn hart en ziel niet uitstorten in deze nieuwe stijl en leverde enkel zwakke werken af met onverzorgde lijnen en te dramatische kleurschakeringen. Toch werden deze prenten zeer begeerd en bleven er prenten in omloop tot de houtblokken versleten waren. In zijn vierde bijin-ga printserie 'Twenty-Four Hours at Shinbashi and Yanagibashi' werd Yoshitoshi's vrouwbeeld zachter. Hij begon de gevoeligheid van vrouwen in te zien en integreerde dat in zijn werk.
Zijn huwelijk met de ex-geisha Sakamika Taiko in 1884 bracht eindelijk stabiliteit en rust in zijn leven, alhoewel hij nog steeds het gezelschap van andere vrouwen bleef opzoeken. Hij was een vaste klant bij de Daishōrō, een eleganter bordeel in Nezu. Taiko was een begripvolle vrouw, die Yoshitoshi zelfs aanspoorde om een minnares te nemen in haar tijden van ziekte.
Yoshitoshi's vrouwbeeld blijkt overeen te stemmen met zijn mentale toestand in zijn persoonlijk leven. In tijden van onrust, waarin hij onstabiele liefdesverhoudingen probeerde te onderhouden, schilderde hij de wanordelijke erotische portretten van zijn tijdelijke minnaressen. Toen zijn eerste echtgenote Taiko eindelijk voor financieel evenwicht zorgde, werden zijn tekeningen automatisch verfijnder met een geïntegreerd respect voor de vrouwen, die voor hem poseerden. Ze werden afgebeeld als individuele wezens in een rustige en serene omgeving in plaats in een bordeel . Desalniettemin was het nog altijd geschilderd vanuit de dominante positie van de man.

### Historische prints en interesse

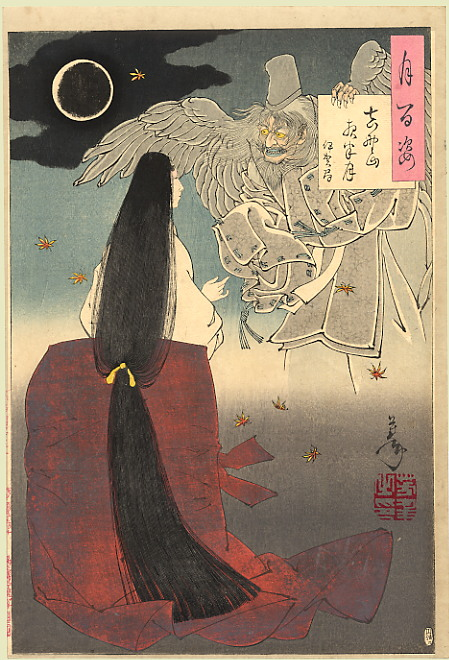
Iga no Tsubone in ‘Mount Yoshino Midnight Moon’ van ‘One Hundred Aspects of the Moon’, 1878

In de Edo periode werd het maken van historische prenten toegejuicht omdat de Tokugawa overheid een beleid van censuur had doorgevoerd. Het was toen verboden om hedendaagse en gevoelige gebeurtenissen af te beelden. Op het schenden van deze regel stonden dan ook zware straffen, ook al was de censuur willekeurig van tijd tot tijd. In deze omstandigheden richtte de kunstschool van Kuniyoshi zich in 1858 eerder op het schilderen van historische evenementen, waar ze later ook bekend om zijn geworden. Om de censuur toch te kunnen omzeilen, integreerden de kunstenaars moderne gebeurtenissen van hun tijd in een historisch kader om het te verdoezelen; ook Yoshitoshi deed dit. Eigenlijk was Yoshitoshi de eerste kunstenaar die in de dageraad van de Meiji-periode het aandurfde om deze regel aan te vechten met zijn printserie 'One Hundred Warriors' over de strijd om Ueno.
Nadat Japan eindelijk opengesteld was voor de verwestering, beeldden de Ukiyo-e artiesten de verandering tot de Meiji periode af. Ook Yoshitoshi volgde de nieuwe stroming, maar viel uiteindelijk terug op zijn interesse voor de tradities en waarden van het verleden. Hij zag zichzelf als een leraar voor het veranderende volk, dat aan de normen en waarden van hun voorouders moest herinnerd worden. Met zijn nieuwe printseries over de samoerai en Noh toneelstukken maakte hij duidelijk aan zijn tijdgenoten dat de traditie van Ukiyo-e op de rand van de afgrond stond. In het voorbije decennium van radicale verandering waren de mensen het geloof in de aloude deugden verloren door de onderdrukking van de Satusma Rebellie. Toen Yoshitoshi aandacht kreeg door zijn levensechte afbeeldingen van de Satsuma Rebellie in 1877, bleef hij toch onverstoorbaar tradities waar hij aan hechtte aan het volk opdringen met zijn kunst. Hij zag zichzelf als de laatste overlevende van een groot aantal populaire drukkers die de traditie in ere moest houden tot het einde.
Het verschil tussen de verwerpelijke bijin-ga werken en de belangrijke historisch beïnvloede werken is duidelijk zichtbaar. De erotisch getinte werken waren slordig gemaakt met weinig passie, terwijl Yoshitoshi duidelijk veel meer aandacht besteedde aan de traditionele tekeningen. Er is ook een groot verschil in aantal. Historische personages stonden op het eerste gezicht ver af van de mensen, maar toch was er een vernieuwde belangstelling voor de bekende verhalen uit het verleden. Yoshitoshi leerde ook hoe hij op een subtiele manier de emoties van personages kon weergeven en combineerde deze twee componenten in zijn bekendste werk, 'One Hundred Aspects of the Moon'. Hierin kan men een honderdtal mannen en vrouwen terugvinden uit de geschiedenis en legendes, die getoond worden tijdens belangrijke momenten uit hun leven in het maanlicht.

## Belang van Yoshitoshi's werk
Hedendaagse kunstcritici zien de waarde van Tsukioka Yoshitoshi's werk nu wel in. Het vakmanschap, realisme en de emotionele inhoud van de prenten van Yoshitoshi maken ze makkelijk toegankelijk en relevant voor een wereldwijd publiek. Zijn kunst kwam voort uit een samenleving die fundamentele veranderingen doormaakte, waar de traditie niet de nodige antwoorden had en waar voortdurende aanpassing een noodzaak was. Zo is ook onze wereld in constante verandering. Misschien is dat de reden waarom de mensen zich terug aangesproken voelen tot de historische werken van Yoshitoshi. Het genot dat de tekeningen mensen brengt, nu en vroeger, is de eerste reden waarom Yoshitoshi's werk zo belangrijk is. Zijn afbeeldingen wekken nieuwsgierigheid en geluk op bij de kijkers.
Een tweede reden waarom het werk zo belangrijk is, is dat de tekeningen houvast boden in veranderende tijden. Het feodale systeem stond op instorten en grote hervormingen kwamen er ongetwijfeld aan. De meeste mensen stonden hier huiverachtig tegenover. De tekeningen herinnerden hen eraan om de cultuur en hoop in leven te houden. Voor kunstenaars en tijdgenoten was Yoshitoshi een inspiratie, een voorbeeld van moed en een persoon die hen stabiliteit gaf in een veranderende wereld. Hij gaf de mensen een alternatief om de veranderingen te kunnen vatten in de vorm van subtiele of gewelddadige kunst.
Terwijl hij voor stabiliteit zorgde bij het verontruste volk, gaf hij een nieuw leven aan de verouderde Ukiyo-e traditie. Dit is de derde reden voor zijn succes toen en nu. Eind 19de eeuw was de Ukiyo-e kunstvorm muf en achterhaald geworden. Dezelfde thema's en stijlen (bijin-ga) werden alsmaar tot vervelens toe herhaald. Yoshitoshi was de enige vernieuwer. Toen hij bekende geschiedkundige figuren begon te schilderen bleven mensen geïnteresseerd. Nieuwe technische veranderingen, die de kunstwereld schokten, brachten een einde aan Ukiyo-e. Het fototoestel was de latere vervanging. Yoshitoshi bracht nieuw leven in blokdruk, maar deze druktechniek hield niet lang meer stand. Toch heeft hij hem een extra generatie geschonken, tot de traditie volledig werd opgenomen in gemoderniseerde kunstvormen.

## Honderd gestalten van de Maan
Yoshitoshi's reeks One Hundred Aspects of the Moon bestaat uit honderd prenten tussen 1885 en 1892 gepubliceerd. De Maan komt telkens terug.

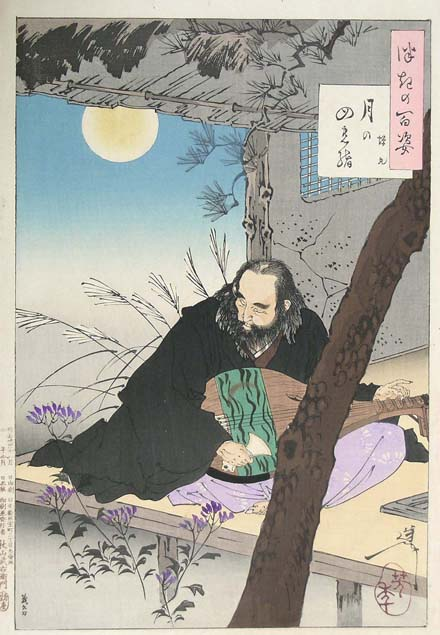
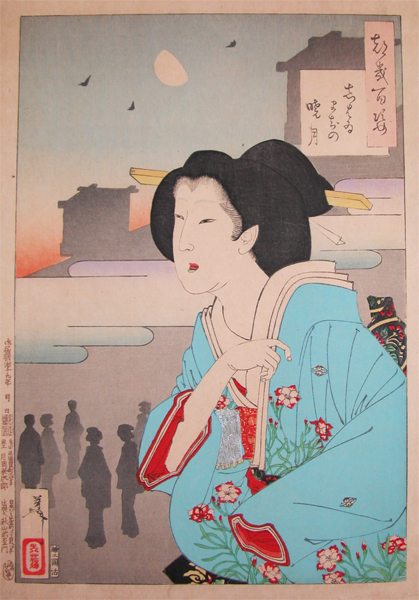
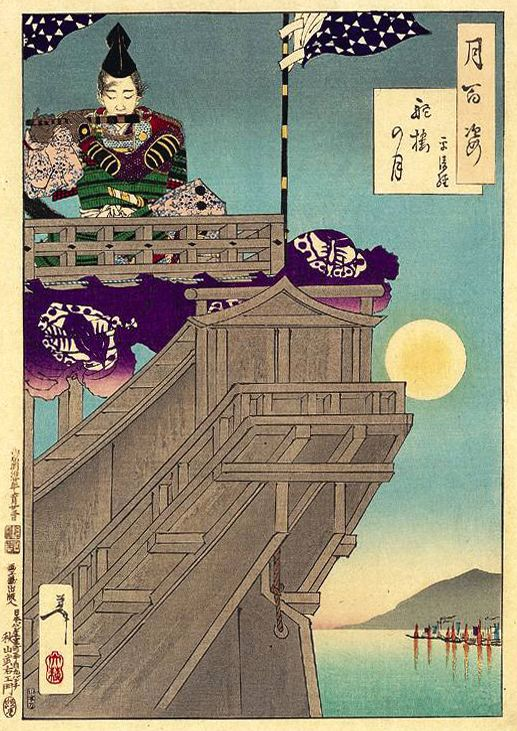
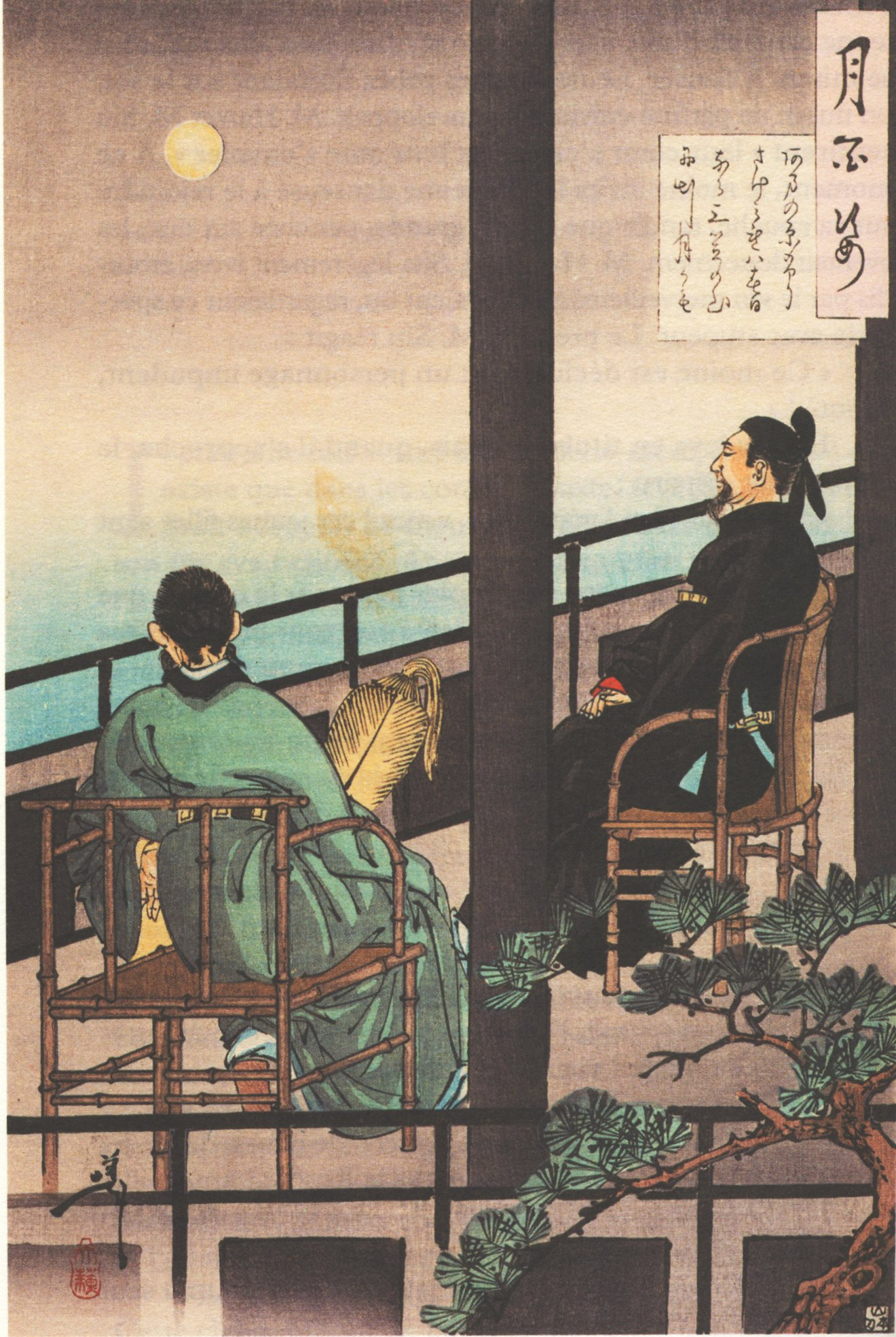
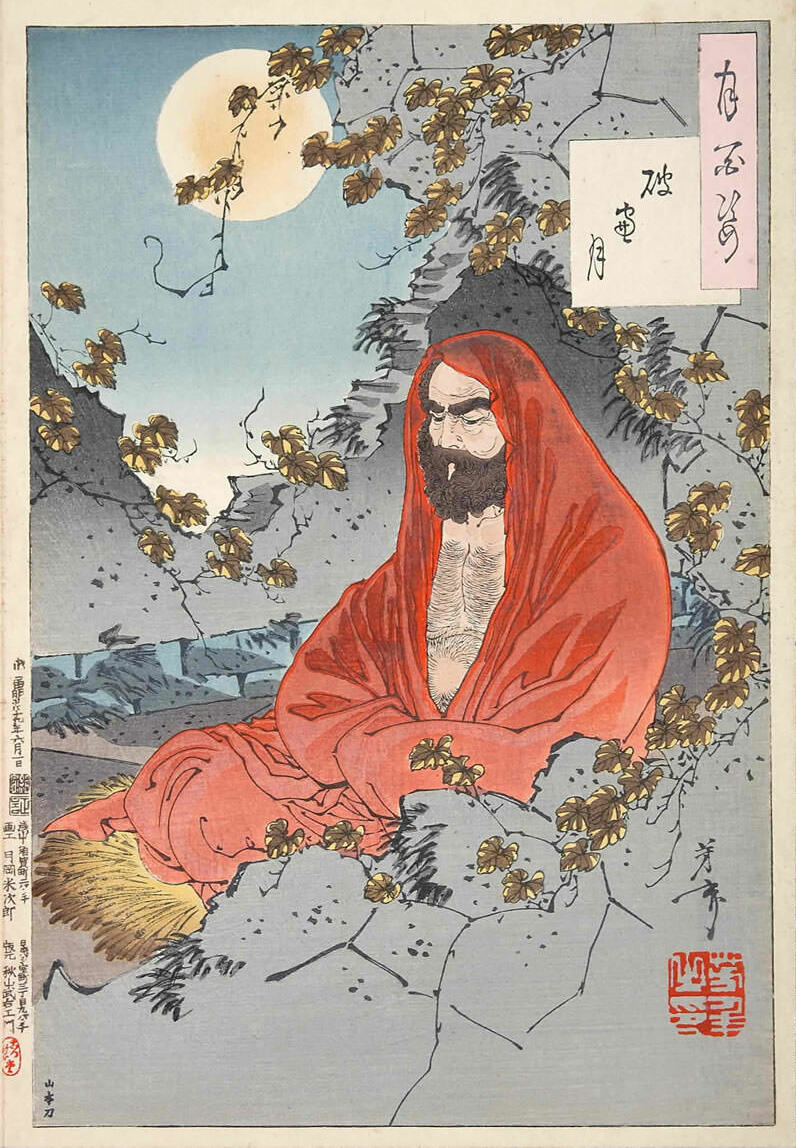
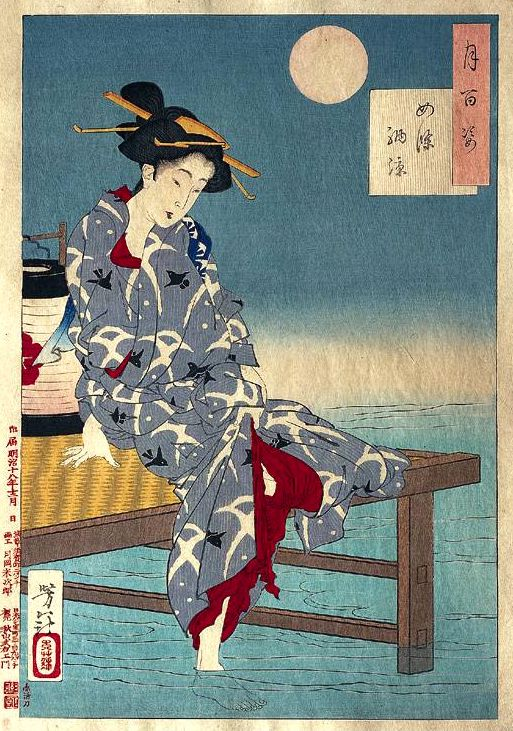
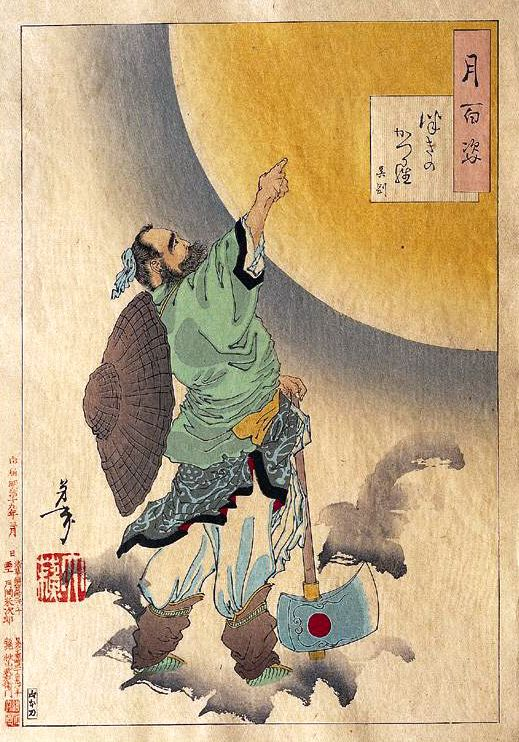
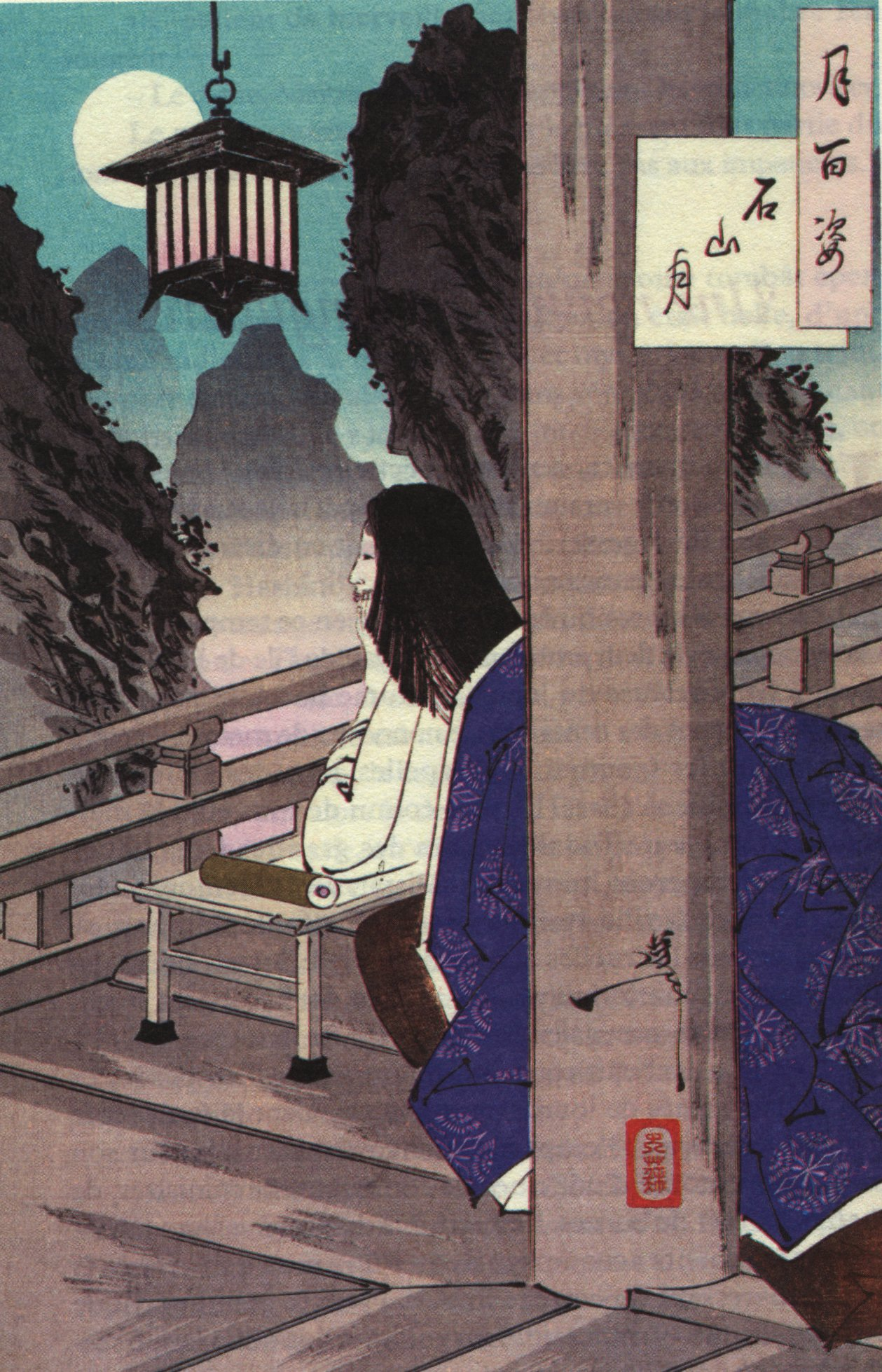
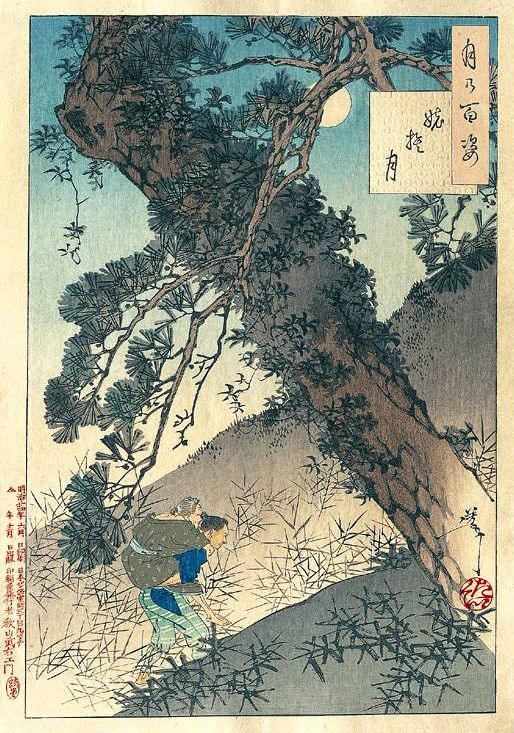
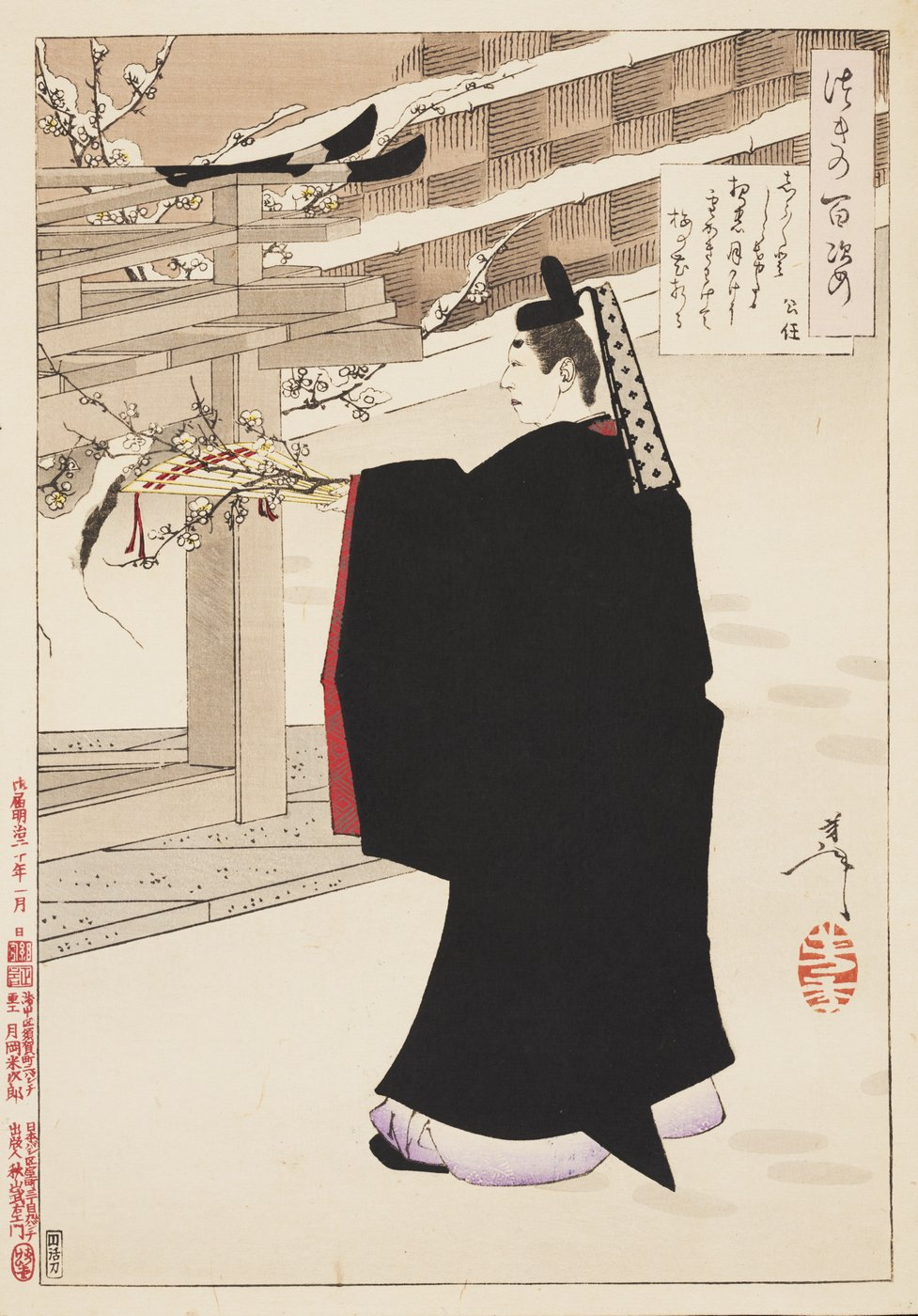

## Lijst van printseries
- The Tale of the Forty-Seven Rōnin, 假名手本 忠臣蔵 (Kanadehon Chūshingura) (1860-1862)
- Pictures of Famous Places with the Flowers of Edo, 江戸 の 花 名勝 會 (Edo no Hana Meisho-e) (1863)
- A Modern Journey to the West, 通俗 西遊記 (Tsūzoka Saiyūki) (1864-1865)
- One Hundred Ghost Stories of China and Japan, 和漢 百 物語 (Wakan Hyaku Monogatari) (1865)
- Biographies of Modern Men, 近世 侠義傳 (Kinsei kyōgiden) (1865-1866)
- Tales of the Water Margin, 美勇 水滸傳 (Biyū Suikoden) (1866-1867)
- Twenty-Eight Famous Murders with Verses, 英名 二十八 衆句 (Eimei njiūhasshūku) (1866-1869)
- Tales of the Floating World on Eastern Brocade, 東 錦 浮世 稿談 (Azuma no Nishiki Ukiyo Kōdan) (1867-1868)
- Portraits of True Loyalty and Chivalerous Spirit, 誠忠 義心 伝 (Seichū Gishinden) (1868)
- One Hundred Warriors, 魁題 百 撰相 (Kaidai Hyaku Sensō) (1868-1869)
- Fancy Dishes of Tokyo Restaurants, 東亰 料 理頗 別品 (Tōkyō Ryōri Sukoburu beppin) (1871)
- Biographies of Drunken Valiant Tigers, 竸勢 醉虎傳 (Keisei Suikoden) (1874)
- Mirror of Beauties Past and Present, 古今 姫 鑑 (Kokon Hime Kagami) (1876)
- Mirror of Famous Generals of Great Japan, 大 日本 名将 鑑 (Dai Nippon Meishō Kagami) (1876-1882)
- A Collection of Desires, 見立多 以 盡 (Mitate tai zukushi) (1877)
- Beauties of the Seven Nights, 美立 七 曜 星 (Mitate Shichi Yō Sei) (1878)
- Beauties and the Seven Flowers, 美人 七 陽 華 (Bijin Shichiyōka) (1878)
- Eight Honorable Ways of Conduct, 名誉 八行 之 内 (Meiyo Hakkō no Uchi) (1878)
- Records of Light and Darkness at Kagoshima, 鹿児島 明暗録 (Kagoshima Meianroku) (1878)
- Twenty-Four Hours at Shinbashi and Yanagibashi, 新柳 二十四 時 (Shinyū Nijūshi Toki) (1880)
- Eastern Pictures of Heroic Women Compared, 吾嬬絵 姿 烈女 競 (Azuma-e Sugata Retsujo Kurabe) (1880)
- Yoshitoshi’s Courageous Warriors, 芳年 武者 旡類 (Yoshitoshi Musha Burui) (1883-1886)
- A Broadcast of the Miracles of Kotohira, 金刀比罹 霊験 広報 (Kotohira reigen kōhō) (1884)
- New Selection of Eastern Colour Pictures, 新撰 東 錦絵 (Shinsen Azuma Nishiki-e) (1885-1886)
- One Hundred Aspects of the Moon, 月 百 姿 (Tsuki Hyakushi) (1885-1892)
- Sketches by Yoshitoshi, 芳年 漫画 (Yoshitoshi Ryakuga) (1886)
- Thirty-Two Aspects of Customs and Manners, 風俗 三十二 相 (Fūzoku Sanjūnisō) (1888)
- The Yamato Newspaper, 大和 新聞 (Yamato Shinbun) (1888)
- Snow, Moon and Flowers, 役者 雪月花 (Yakusha Setsugekka) (1890)
- New Forms of Thirty-Six Ghosts, 新形 三十六 怪撰 (Shinkei Sanjūrokkaisen) (1889-1892)

(Dit is slechts een beperkte selectie, er zijn waarschijnlijk nog niet-vernoemde printseries in omloop.)

### Artikelen
- Brenson, M. Art: Public Sculpture as City Companion - The New York Times, 7 Augustus 1987
- Zaw Win, A. Disease and Poverty Go Hand in Hand in America - The American Journal of Medicine, December 2015, Vol.128(12), pp. 1380-1381[4]